# Bernard Philippe Groslier
Bernard Philippe Groslier (* 10. Mai 1926 in Phnom Penh; † 29. Mai 1986 in Paris) war ein französischer Archäologe und Denkmalpfleger sowie Experte für die klassische Kunst von Kambodscha und anderen Ländern Südostasiens. Von 1959 bis 1973 wirkte er als Konservator der Tempelanlagen von Angkor Wat.

## Leben
Er war der Sohn von George Groslier, einem der französischen Pioniere der Erforschung von Angkor Wat und Konservator am Nationalmuseum in Phnom Penh. Bernard Groslier ging zur Ausbildung nach Frankreich und studierte 1943/44 in Clermont-Ferrand, wobei er in den Sommern 1942/43 an keltisch-römischen Ausgrabungen der Universität Straßburg (die in Clermont-Ferrand exiliert war) in Gergovia teilnahm. Gleichzeitig schloss er sich der Résistance an und 1944 der französischen Armee, für seine Kriegsteilnahme erhielt das Croix de guerre (1939–1945) mit Bronzestern. Nach dem Zweiten Weltkrieg diente er als Soldat in Französisch-Indochina, wo er 1946 verwundet wurde. Nach dem Ende seines Militärdienstes 1948 studierte er an der Universität Paris (Sorbonne) Geschichte (Abschluss mit licence 1950) und an der École nationale des langues orientales vivantes die Khmer-Sprache. Er studierte auch an der École du Louvre, am Pariser Institut für Ethnologie und bei dem Sanskritisten Louis Renou in der historisch-philologischen Abteilung der École pratique des hautes études. Weitere Ausgrabungserfahrung sammelte 1948 in Star Carr sowie 1949 in Pompeii, Herculaneum und Paestum.
Im Auftrag des Centre national de la recherche scientifique (CNRS) und der École française d’Extrême-Orient (EFEO) ging er 1950 nach Saigon, dort war er von 1952 bis 1954 Generalsekretär der EFEO. Er arbeitete in Saigon am Musée Blanchard de la Brosse und gab das Bulletin de la Société des Études Indochinoises (BSEI) heraus. Nach der Unabhängigkeit Vietnams, Laos und Kambodschas von Frankreich wurde er 1955 als Forschungsmitarbeiter (attaché de recherche) beim CNRS angestellt, stieg 1957 zum chargé de recherche, 1960 zum maître de recherche und 1967 zum directeur de recherche auf (entspricht einem Forschungsprofessor). 1952/53 unternahm er erste Ausgrabungen am Königspalast von Angkor Thom sowie in Angkor Wat und 1958 nochmals dort sowie in der Roluos-Gruppe, wo er aufgrund hydraulischer Studien mithilfe von Luftbildfotografie ein Abwassersystem entdeckte. Zum Studium der Methoden (namentlich Stratigraphie, Materialerhaltung und Keramikanalyse) nahm er 1954–1956 auch an Ausgrabungen in Griechenland und dem Mittelmeerraum teil (Apollonia (Kyrenaika), Argos). Er war an den Untersuchungen in Vorbereitung der Restaurierung der Khmer-Tempelanlage im heutigen Geschichtspark Phimai in Nordost-Thailand beteiligt (und beriet die thailändische Regierung 1963 bis 1966 bei der Restaurierung). 1959 rekonstruierte er die Chandi (hinduistischen Tempel) von Sungei Batu Pahat im Norden des malaysischen Bundesstaats Perak.
Ende 1959 wurde er Direktor für Archäologie der EFEO und Konservator des Archäologischen Parks von Angkor, der über 250 einzelne Denkmäler aus dem 9. bis 16. Jahrhundert umfasst. Dabei entwickelte er neue Techniken der Anastilosis für die Anwendung nicht nur in Angkor Wat, sondern bei zahlreichen weiteren Tempeln in Kambodscha. Groslier war so stark von der Exploration und Rekonstruktion der Tempelanlagen beansprucht, dass er wenig Zeit für die Gesamt-Veröffentlichung der Ergebnisse der Ausgrabungen in Angkor Wat hatte, auch wenn er viel über die Kunst Indochinas und besonders die Khmer publizierte, wobei ihn besonders deren Bewässerungstechnik zur Kultivierung der Landschaft interessierte.
Angkor geriet im Kambodschanischen Bürgerkrieg ab 1970 in die Kampfzone, Groslier musste sich in die noch von Regierungstruppen gehaltene Stadt Siem Reap zurückziehen und Kambodscha schließlich 1974 ganz verlassen. Hinzu kam, dass er 1973 schwer verwundet wurde, als er einen Einbrecher in seinem Haus aufhalten wollte. Er erlitt mehrere Stichwunden, eine in die Leber, sein Fahrer wurde getötet. Nach seiner Genesung ging er zurück nach Paris.
Im Auftrag der UNESCO erarbeitete Groslier 1969 einen Bericht zur Erhaltung der buddhistischen Tempelanlage von Borobudur auf Java (Indonesien). Er beriet in den 1970er Jahren die Regierungen von Burma und Malaysia, unter anderem für die Erhaltung der Altstadt von Malakka (1974) und für Luftbildaufnahmen von Tempelbezirken und die Rettung der historischen Stätten von Bagan nach einem Erdbeben (1975–1976). Von 1976 bis 1978 war Groslier Leiter der archäologischen Abteilung des CNRS und organisierte deren neues Forschungszentrum im Wissenschaftspark Sophia Antipolis in Valbonne an der Côte d’Azur. Ab 1970 war er korrespondierendes Mitglied der Académie des inscriptions et belles-lettres. Zudem wurde er jeweils mit dem Offizierskreuz der Ehrenlegion und des Ordre national du Mérite ausgezeichnet.

## Schriften
- Angkor, Homme et Pierres. Arthaud, Paris 1956.
  - Deutsche Ausgabe: Angkor – Eine versunkene Kultur im indochinesischen Dschungel. DuMont Schauberg, Köln 1956.
  - überarbeitete englische Ausgabe Angkor: Art and Civilization. Praeger, New York bzw. Thames and Hudson, London 1966.
- mit Charles R. Boxer: Angkor et le Cambodge au XVIe siècle d'après les sources portugaises et espagnoles (= Annales du Musée Guimet. Band 63). Presses universitaires de France, Paris 1958.
- Indochine, Carrefour des Arts. Albin Michel, Paris 1961.
  - Deutsche Ausgabe: Hinterindien, Kunst der Welt. Holle Verlag, 1964.
  - Englische Ausgabe: The Art of Indochina. Crown, New York 1962.
- Archaeologia Mundi: Indochina. Nagel, Genf/Paris/München 1966.
- Les inscriptions du Bayon. In: Jacques Dumarcay, Bernard Philippe Groslier: Le Bayon (= Mémoires archéologiques de l’EFEO. Band 3). École française d’Extrême-Orient, Paris 1973.
- Pour une Geographie historique du Cambodge. In: Les Cahiers d’Outre Mer, Band 104 (1973), S. 337–379.
- Agriculture et religion dans l’Empire angkorien In: Études Rurales, Nr. 53–56 (1974), S. 95–118.
- La cité hydraulique angkorienne : exploitation ou surexploitation du sol ? In: Bulletin de l'École française d'Extrême-Orient, Band 66 (1979), S. 161–202.